# أكاديمية القيادات الشابة

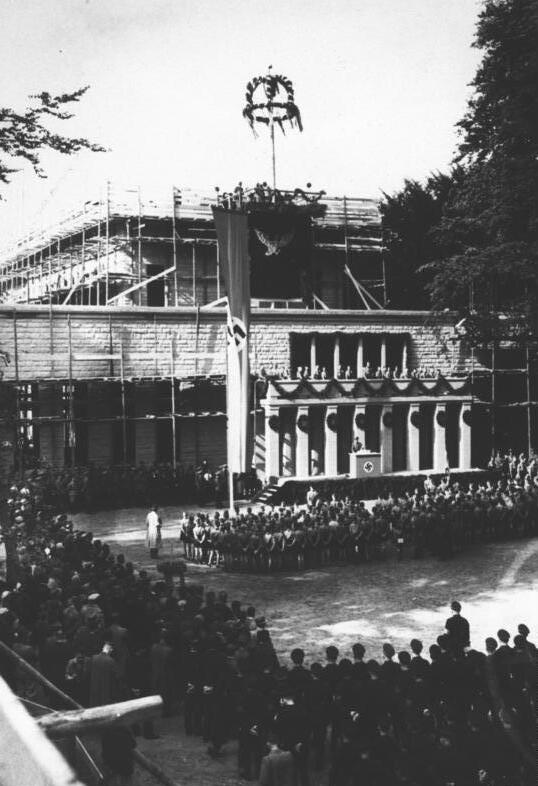
أكاديمية القيادة الشبابية في براونشفايغ كما شوهدت عام 1938. من الأرشيف الفيدرالي الألماني.

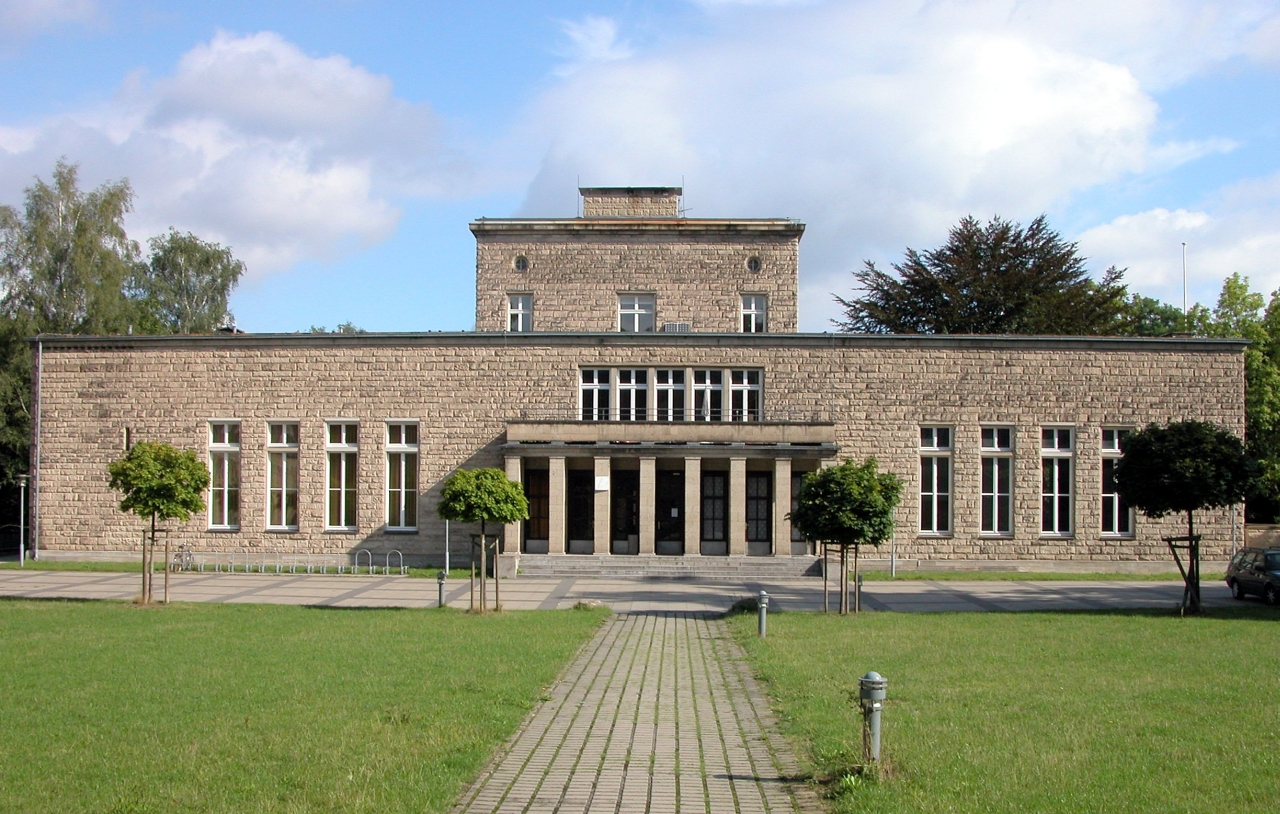
تم بناء "Akademie für Jugendführung" السابقة، في الفترة من 1937 إلى 1939، في براونشفايغ، كما تبدو من الجنوب.

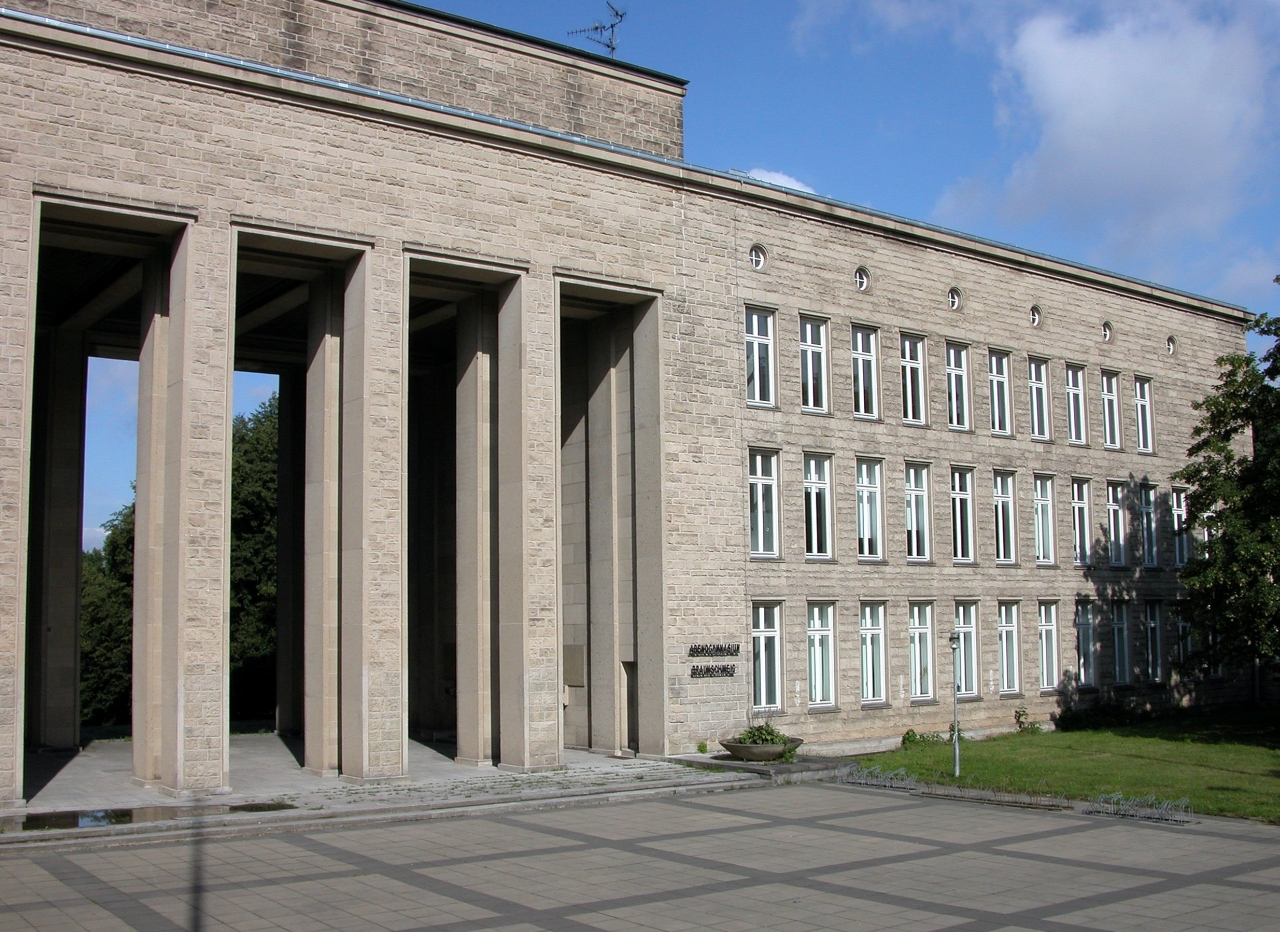
يُنظر إلى المبنى من الجنوب الشرقي. إلى اليسار توجد "Ehrenhalle" أو قاعة الشرف بأعمدتها التي يبلغ ارتفاعها 12 مترًا.

أكاديمية القيادة الشبابية كانت مدرسة قيادة لشباب هتلر (HJ) في براونشفايغ. كانت أعلى منشأة تدريب نازية لتدريب المديرين التنفيذيين المبتدئين المتفرغين لشباب هتلر خلال الحقبة النّازية. تم بناؤه بين عامي 1937 و1939. اليوم، توجد كلية براونشفايغ لتعليم الكبار في هذا المبنى.
كان أي "شباب هتلر فوق الشبهات من حيث النّسب والصّحة والأداء والسلّوك" مؤهّلاً للدّورة الأكاديمية الّتي مدتها عام واحد إذا كان قد أكمل خدمته العمالية والعسكرية وتلقى بالفعل بعض دورات القيادة. إنّ إكمال دورة الأكاديمية بنجاح يُلزم الخريج باثني عشر عامًا من الخدمة في HJ. ولم يكن للأكاديميّة تأثير يذكر لأنّ الحرب بدأت بعد وقت قصير من تأسيسها.

## المفهوم والتاريخ
استند قرار بناء أكاديمية القيادة الشبابية إلى رغبة القادة النازيين في ملء القيادة العليا لشباب هتلر بهيئة قيادية مدربة من قادة الشباب المحترفين الذين تتراوح أعمارهم بين 23 و35 عامًا، لإضفاء الطابع المؤسسي على توظيف المواهب الشابة. وتطوير مهنة في شباب هتلر إلى مهنة كاملة للفرد. لذلك، كانت الأكاديمية على رأس نظام تدريب HJ، والذي يتكون من جزء من مدارس، ومعسكرات، و"مصانع" إعداد القيادة ( مجموعات المناقشة والدّراسة المصمّمة لتحسين قدرات قادة HJ) في السّنوات التالية. ما يسمّى الاستيلاء على السّلطة.
صدر أمر التدريب لفيلق الفوهرر في 18 من شهر فبراير لعام 1938. كان الهدف من التّدريب لمدة عام في الأكاديمية هو تغطية جميع مسؤوليات القيادة الشّبابية. بالإضافة إلى الرّياضة واللياقة البدنية، فقد شمل المعرفة المتعلّقة بالحياة السّياسية والاقتصادية والثّقافية بالإضافة إلى العلوم الطبيعية، على الرغم من الاستخدام الدعائي والتعليمي حصريًا في خدمة الأيديولوجية النّازية مثل علم الأحياء وعلم الوراثة والنّظافة العرقية والتّاريخ من النّازية. وجهة نظر القيادة. ولمنح الخريجين مظهرًا عالميًا مناسبًا، تمّ أيضًا تضمين اللغات الأجنبية ودروس الرّقص في المنهج الدّراسي.
كان على المتقدمين توثيق أصلهم الآري باستخدام Ariernachweis (شهادة النسب الآري) واجتياز اختبار Abitur (امتحان التخرج من المدرسة الثانوية) أو إكمال التدريب المهني . بعد العام في الأكاديمية، كان لا بد من قضاء ثلاثة أسابيع في العمل في الصناعة وستة أشهر في الخارج قبل التسجيل للامتحان النّهائي. إذا تمّ تمريره بنجاح. سيتم منح التلميذ رخصة قائد الشباب بخنجر القائد ويصبح قائد كتيبة في شباب هتلر.
ومع ذلك، لم يتحقق هذا المفهوم بالكامل. بدأت الدورة الأولى في 20 أبريل 1939 في بوتسدام قبل نقلها إلى براونشفايغ. بعد أقل من أربعة أسابيع من افتتاح الأكاديمية في يوم 2 أغسطس 1939، مع الدّفعة الأولى المكوّنة من 87 تلميذًا، بدأت الحرب العالمية الثانية بالغزو الألماني لبولندا. تمّ إعطاء جميع الطّلاب والمدّرسين تقريبًا أوامر مسودّة، وسرعان ما توقّف برنامج الأكاديمية.
بين عامي 1940 و1942، تم استخدام الغرف الشاغرة من قبل رابطة الفتيات الألمانيات (BDM)، أولاً للدورات التي تقدمها جمعية الجمال ورابطة الفتيات الألمانيات BDM Faith and Beauty Society، ثم لاحقًا للدورات التدريبية لقادة BDM الصغار.
في عام 1942، استولى الفيرماخت (الجيش النّازي) على المباني لاستخدامها كمستشفى عسكري. بعد أن أعرب زعيم الشّباب بالدور فون شيراش عن رغبته الملحّة في إطلاق الأكاديمية، أقيمت دورات مؤقّتة مدتها خمسة أشهر في شهر نوفمبر عام 1942. أصبح الطّلاب الآن قادة سابقين في HJ تمّ إعاقتهم في الحرب. استمرّت عملية التّدريس حتى 12 من شهر أبريل 1945 عندما دخلت قوات فرقة المشاة الثلاثين إلى المدينة.

### القادة
- كيرت بيتر، 16 أغسطس 1938 حتى بداية الحرب.
- إرنست شلوندن، مباشرة بعد بداية الحرب وحتى 1 يوليو 1942.
- كورت بوداوس، 1 يوليو 1942 حتى 10 أكتوبر 1944. [3]

## أنظر أيضا
- شباب هتلر
- رابطة الفتيات الألمانية
- الحزب النازي

## فهرس
- كريستيان زينتنر، فريدمان بيدورفتيج (1991). موسوعة الرايخ الثالث . ماكميلان، نيويورك.(ردمك 0-02-897502-2)
- أ. بونزيو، تشكيل الإنسان الجديد. أنظمة تدريب الشباب في إيطاليا الفاشية وألمانيا النازية ، ماديسون، مطبعة جامعة ويسكونسن، 2015.